# C.A. Schepelern
Christian August Schepelern (22. december 1794 i Fredericia – 19. maj 1870 i København) var en dansk officer. Han var bror til Frederik Schepelern og J.B. Schepelern.

## Første del af Treårskrigen
Han var en søn af sekondløjtnant, senere kaptajn Ancher Anthoni Schor Schepelern (1762-1822) og Mariane Fridericia Levin (adopteret Bergendahl) (1773-1850). Han blev landkadet 1805 og blev 1812 sekondløjtnant ved Sjællandske Skarpskyttekorps, med hvilket han deltog i det ublodige felttog på Fyn 1814. Han blev premierløjtnant 1820, kaptajn 1828, major 1845 og fik 1848 kommandoen over 1. Jægerkorps. Hans afdeling var den første, der vekslede skud med fjenden, nemlig i det lille sammenstød ved Ringenæs 6. april; to dage senere deltog han i kampen ved Bov, og 20. april leverede han i spidsen for et kombineret kommando de slesvig-holstenske friskarer en uafgørende kamp i egnen syd for Egernførde. I slaget ved Slesvig blev Schepelern hårdt såret, og først halvandet år efter kunne han på ny melde sig til tjeneste. Under rekonvalescensen avancerede han 1848 til oberstløjtnant og året efter til oberst. I december 1849 overtog han kommandoen over 3. Infanteribrigade. 1836 var han blevet Ridder af Dannebrog og 1848 Dannebrogsmand.

## Anden del af Treårskrigen
Schepelern var en dygtig soldat af den gamle skole, han udførte givne befalinger pålideligt og samvittighedsfuldt, men han manglede den selvstændighed og det overblik, der må kræves af en højere troppefører. Denne mangel trådte stærkt frem ved Isted. 24. juli 1850, dagen før slaget, fik han ordre til med sin brigade at omgå fjendens venstre fløj for dagen efter at falde ham i ryggen. Det er tvivlsomt, om overkommandoen handlede rigtigt i på et så tidligt tidspunkt at detachere 1/6 af sin styrke, men det er sikkert, at den handlede urigtigt i at overdrage Schepelern et hverv, der netop krævede stor selvstændighed. Den rent taktiske del at opgaven blev godt løst; 25. juli kl. 11½ formentlig stod Schepelern ved Skovby i ryggen på fjenden. En times tid senere modtog han imidlertid fra overkommandoen en kategorisk ordre til at gå tilbage. Denne befaling, der var affattet kl. 8½ under indtrykket af de overdrevne beretninger om katastrofen ved Øvre Stolk, var hensigtsløs, thi hvis hovedstyrken var i nød, kunne Schepelern ikke hjælpe den, og selv var han uden for al fare. Da Schepelern modtog den, var den fire timer gammel, uheldet var længst redresseret, sejren i hovedsagen vundet, den ventede kun sin fuldstændiggørelse. Flere af underførerne havde klart blik for situationen og bønfaldt brigadekommandøren om at følge den oprindelige plan, men han var døv for alt andet end befalingens ordlyd og gik tilbage til hovedstyrken, som han nåede langt ud på natten, Efter slaget hædredes han med Kommandørkorset; han havde jo med troskab udført, hvad der var befalet ham. I resten af felttoget stod brigaden på armeens højre fløj, men Schepelern, hvis sår var brudt op, kom ikke mere i ilden.

## Senere virke
Efter krigen kommanderede han 3. Reservebrigade og overtog 1852 2. Infanteribrigade. På grund af
svagelighed tog han 1854 sin afsked som generalmajor, men fungerede fra 1855-65 som kommandant i København. Sidstnævnte år forlod han definitivt Hæren som generalløjtnant. Han døde i København 19. maj 1870. Han er begravet på Garnisons Kirkegård.
Schepelern blev gift 31. maj 1834 i Kastelskirken med Alexandrine Charlotte Flensborg (5. august 1806 i København – 9. juli 1889 sst.), datter af kaptajnløjtnant, senere kontreadmiral Christian Peder Flensborg (1772-1838) og Marie Cathrine Alexandrine d'Origny (1776-1855).